# Гюземелци
Гюземелци или Гьоземелци (на македонска литературна норма: Ѓуземелци, Ѓозлемелци) е село в централната част на Северна Македония, община Джумайлия (Лозово).

## География
Селото е разположено на около 6 километра северно от общинския център Джумайлия (Лозово), западно от град Щип и източно от Велес.

## История
Църквата „Свети Георги“ е от 1584 година.
В XIX век Гюземлци е село във Велешка каза на Османската империя. В „Етнография на вилаетите Адрианопол, Монастир и Салоника“, издадена в Константинопол в 1878 година и отразяваща статистиката на населението от 1873 година, Гузумелци (Gouzoumeltzi) е посочено като село със 17 домакинства и 74 жители българи. Според статистиката на Васил Кънчов („Македония. Етнография и статистика“) от 1900 година Гузумелци е населявано от 135 жители, всички българи.
По данни на секретаря на Българската екзархия Димитър Мишев („La Macédoine et sa Population Chrétienne“) в 1905 година в Гюзомолци (Ghouzomoltzi) има 144 българи екзархисти.
При избухването на Балканската война в 1912 година 2 души от Гузумелци са доброволци в Македоно-одринското опълчение.
След Междусъюзническата война в 1913 година селото попада в Сърбия.
На етническата си карта от 1927 година Леонард Шулце Йена показва Гузумел (Guzumel) като българско християнско село.
| Националност | Всичко |
| македонци    | 40     |
| албанци      | 0      |
| турци        | 0      |
| роми         | 0      |
| власи        | 0      |
| сърби        | 0      |
| бошняци      | 0      |
| други        | 0      |

## Личности
Родени в Гюземелци
- Тиме Ацев (1882 – 1903), български революционер на ВМОК, четник при Стоян Бъчваров, загинал при сражението с турски аскер в Карбинци[7]